# Festival théâtral de Coye-la-Forêt
Le festival théâtral de Coye-la-Forêt est un festival français annuel de théâtre qui se déroule tous les ans à Coye-la-Forêt au mois de mai. C'est l'un des plus anciens du nord de la France.

## Présentation
Chaque année, le festival théâtral de Coye-la-Forêt propose une quinzaine de représentations en soirée, pour un public averti ou pour un public plus familial, venu du département de l'Oise et de la région d'Île-de-France. Le festival a pour vocation de diffuser le théâtre à un large public et de promouvoir l’éducation artistique, proposant une dizaine de représentations à destination des scolaires.
Les représentations sont données au sein du centre culturel de la commune de Coye-la-Forêt, dans une salle de 250 places, où se produisent chaque année une quinzaine de troupes françaises mais aussi étrangères,. Au fil des éditions, le festival a acquis une certaine notoriété.

## Historique
Le premier festival théâtral de Coye-la-Forêt est lancé 14 mai 1982 par des associations locales et Claude Domenech, président du Théâtre de la Lucarne. D’abord appelée « Le Cercle théâtral de la Reine Blanche » cette troupe continue de proposer deux spectacles chaque année lors du festival,.
L'association Festival Théâtral de Coye-la-Forêt a été créée en mars 1984 pour permettre le développement du festival indépendamment du fonctionnement du Théâtre de la Lucarne.
L’organisation du festival, menée par une vingtaine de bénévoles, s’est ensuite étendue et professionnalisée au fil des années pour devenir l’un des plus anciens festivals de théâtre professionnel du nord de la France,.
Depuis sa création, le festival a organisé plus de 750 représentations, en accueillant plus de 530 pièces d’auteurs classiques et contemporains.

## Fonctionnement

### Administration
Le festival théâtral de Coye-la-Forêt a le statut d’association et a notamment pour objet d'organiser une fois par an le festival.
Sélection des spectacles : plus de 150 pièces sont vues chaque année par l’équipe de programmation, durant le Festival Off d’Avignon mais aussi dans la région Hauts-de-France et la région parisienne. L’équipe de bénévoles sélectionne une quinzaine de spectacles afin d’élaborer la programmation.
Depuis 1982, Jean-François Gabillet est le président du Festival théâtral de Coye-la-Forêt.

### Partenaires
L’association du Festival théâtral de Coye-la-Forêt s'est associée à des structures culturelles telles que :
- Les Amis de Royaumont,
- Les Amis du Musée Condé de Chantilly,
- Le Festival la Scène au Jardin de Chantilly,
- Senlis fait son théâtre,
- Entre cour & Jardin,
- Le Festival d’Avignon et Compagnie,
- L’Institut Culturel Roumain.

Des associations locales s’associent aussi au festival.

### Données économiques
Des partenaires privés, des entreprises et des particuliers, contribuent à la pérennité du festival. En 2016, 15 000 € sont collectés par l'équipe de bénévoles auprès d'entreprises locales et de particuliers. La région a par ailleurs versé cette année là 15 000 €, le département 24 000 €, la communauté de communes 19 000 € et la ville 12 000 €.

## Spectacles
Chaque année, le festival propose des œuvres de dramaturges classiques comme Molière, avec George Dandin ou le Mari confondu en 2000 et le Le Bourgeois gentilhomme en 2017, ou William Shakespeare. L'équipe de programmation sélectionne aussi des adaptations d'auteurs classiques, comme Voltaire ou La Fontaine en 2017 . Des pièces contemporaines sont proposées au public, comme en 2015, Le Porteur d'histoire d'Alexis Michalik, auteur récompensé aux Molières 2014, ou Les Cavaliers de Joseph Kessel, spectacle récompensé aux Molières 2016. En 2017, le public a découvert Adieu monsieur Haffmann de Jean Philippe Daguerre, spectacle récompensé par quatre Molières 2018 (Molière du théâtre privé, Molière de la révélation féminine, Molière du second rôle masculin, Molière de l'auteur francophone).
En 2017, l’action « Portraits de femmes », organisée par le Festival théâtral de Coye-la-Forêt, a réuni une douzaine de structures culturelles pour trois mois d’expositions, de conférences, de visites et de spectacles donnés dans différents lieux.